# کرایی علیا
کرایی علیا، روستایی از توابع بخش مرکزی شهرستان شوشتر در استان خوزستان ایران است.

## جمعیت
این روستا در دهستان شهید مدرس قرار دارد و براساس سرشماری مرکز آمار ایران در سال ۱۳۸۵، جمعیت آن 2600 تن بوده‌است. منطقه جغرافیایی بسیار دیدنی دارای حیاط وحش متنوع و تنوع زیستی بسیار گوناگون بزرگترین منطقه حفاظت شده قوچ و میش ایران میباشددرمنطقه لهبهری و‌کوه سیاه بیشترین ذخایر آب شیرین به صورت چشمه چهار فصل را دارد کشاورزی منطقه بیشتر‌به‌صورت‌فصلی یا دیم است که غلات بیشترین سطح کشت را دارد دامداری به دلیل پوشش گیاهی منطقه شغل بسیاری از مردم این منطقه است گویش مردم منطقه بختیاری است وپوشش لباس هم بیشتر لباس معمولی است ولی لباس قومی و ایلیاتی آنها چوقا شلوار دویت و کلاه خسروی می باشد .